# Cassano Irpino
Cassano Irpino község (comune) Olaszország Campania régiójában, Avellino megyében.

## Fekvése
A megye délkeleti részén fekszik. Határai: Montella, Montemarano és Nusco. A település egy, a Calore Irpino folyó völgyére néző domb tetején épült.

## Története
A település neve valószínűleg a latin praedium Cassianum (Cassius villája) megnevezésből származik, míg más vélemények szerint a capsa szóból, amelynek jelentése nyáj. A település területén talált legrégebbi régészeti leletek a rómaiak idejéből származnak. A Nyugatrómai Birodalom bukása után a vidék a longobárd Beneventói Hercegség majd a Nápolyi Királyság része lett. A következő századokban nemesi birtok volt. A 19. században nyerte el önállóságát, amikor a Nápolyi Királyságban felszámolták a feudalizmust.

## Népessége
A népesség számának alakulása:

## Főbb látnivalói
- a középkori vár, amelyet a normannok építettek, majd a 16. században nemesi palotává alakítottak át
- az 1550-ben épült Santa Maria delle Grazie-templom, amely súlyosan megsérült az 1980-as földrengés során
- a 16. századi San Bartolomeo Apostolo-templom